# Sierra de Uainama
La sierra de Uainama es una formación montañosa ubicada en el estado Bolívar en el extremo sur de Venezuela, próxima al límite con Brasil. La misma se encuentra orientada aproximadamente en dirección este-oeste. Su roca se formó durante el Proterozoico (hace 2400 a 570 millones de años), posee granitoides asociados al episodio tecnotermal Trans-Amazónico.
En esta sierra parte del macizo guayanés, se encuentran las nacientes de los ríos Paragua, Caura, y Ventuari.